# Umbogrella minuta
Umbogrella minuta is een hooiwagen uit de familie Sclerosomatidae.